# 科内利斯·德曼

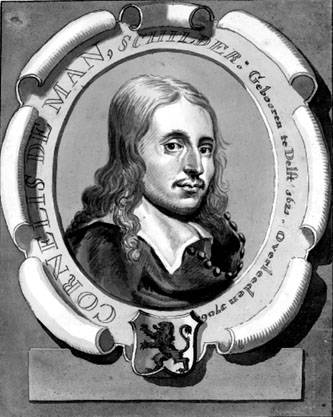
塔科·哈约·杰尔杰斯马为科内利斯·德曼绘制的画像（莱顿大学图书馆特别收藏）

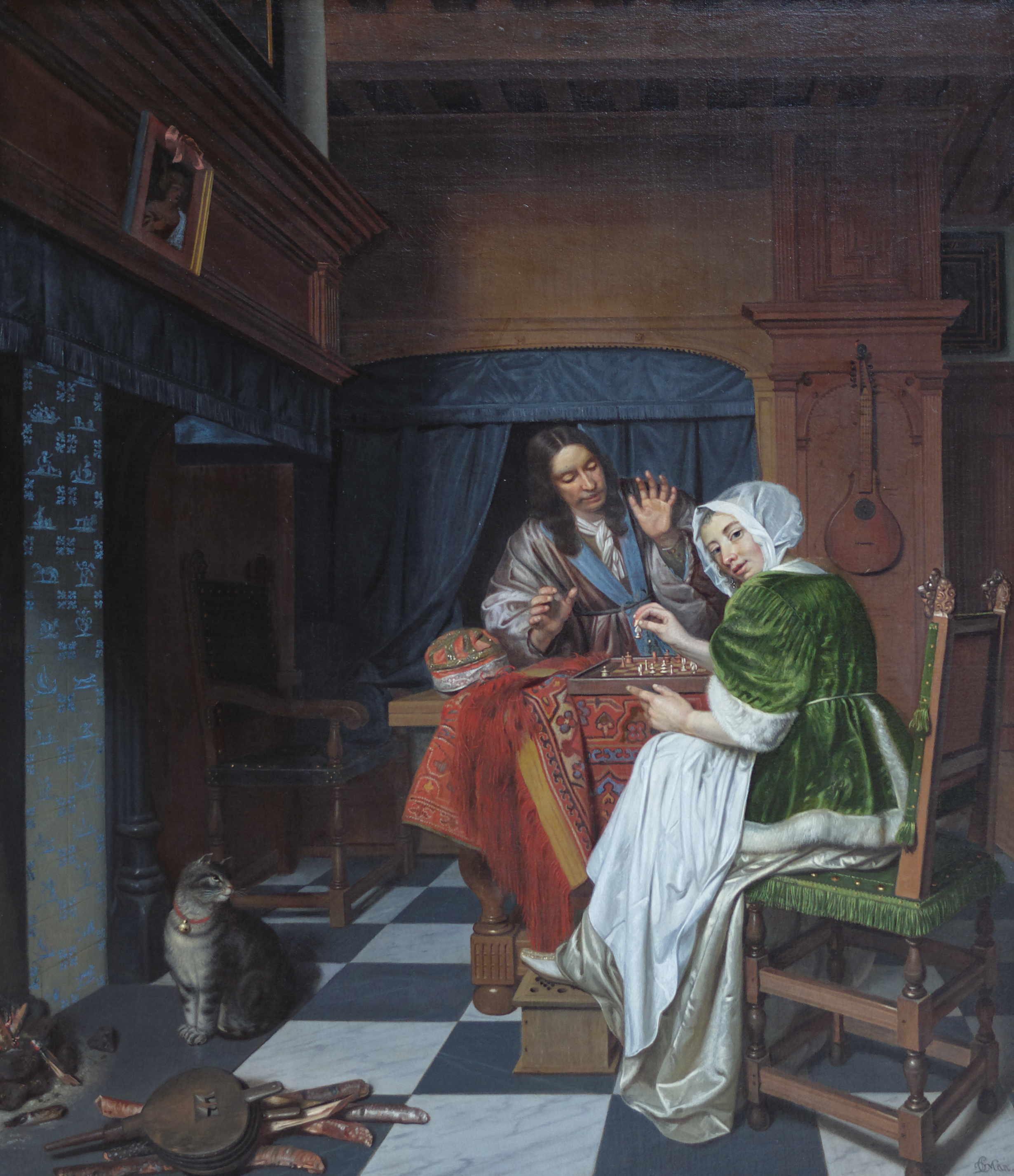
《棋手》，布达佩斯美术博物馆藏。

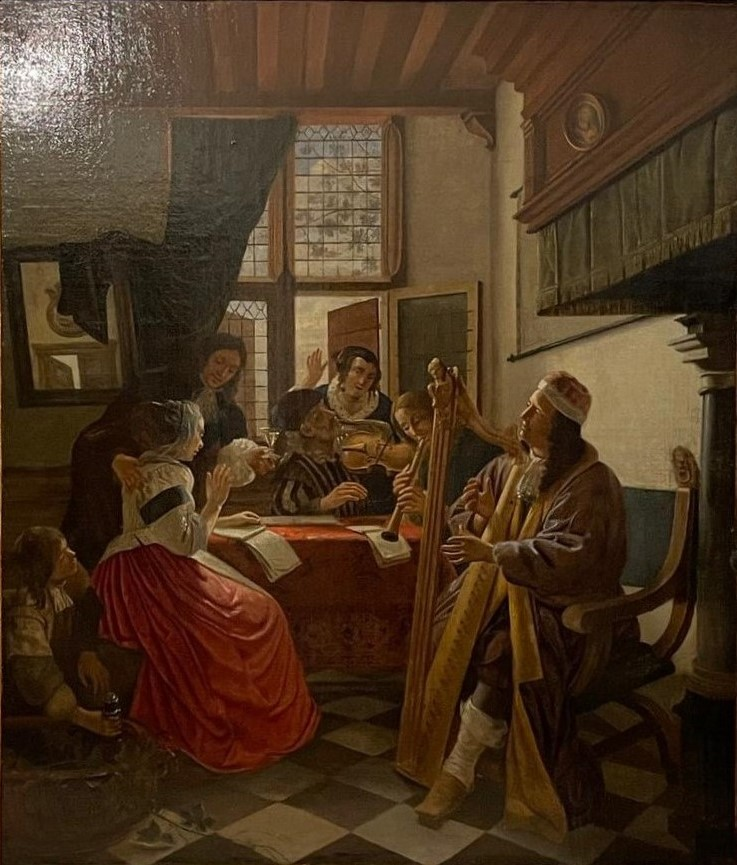
《室内乐团》，约1670年作于代尔夫特，个人收藏。

科内利斯·德曼（荷蘭語：Cornelis de Man，1621年7月1日—1706年9月1日），荷蘭黃金時代画家，出生逝世于代尔夫特。

## 早年生活
年轻时，科内利斯并不满足于在代尔夫特的生活。他想去多德雷赫特港以外的地方旅行，于是一成年就在巴黎呆了一年，期间依靠自己绘画的天赋和技能维持生活。
根据荷兰艺术历史学院的资料，他在1642年成为代尔夫特圣路加公会的成员，并最终前往意大利。旅行开始他就在巴黎受到了欢迎，但由于需要在另一个冬天来临前穿越伦巴第和山区，他在春天出发前往里昂。他在佛罗伦萨遇到一位阔绰的赞助人，定居了两年；但最后在罗马停留的时间最长。在返程的路上，他在威尼斯停留，最后用九年完成了旅途。
他于1653年返回并留在代尔夫特，在那里他创作了类似“彼得·德·霍赫”流派的作品。

## 在代尔夫特

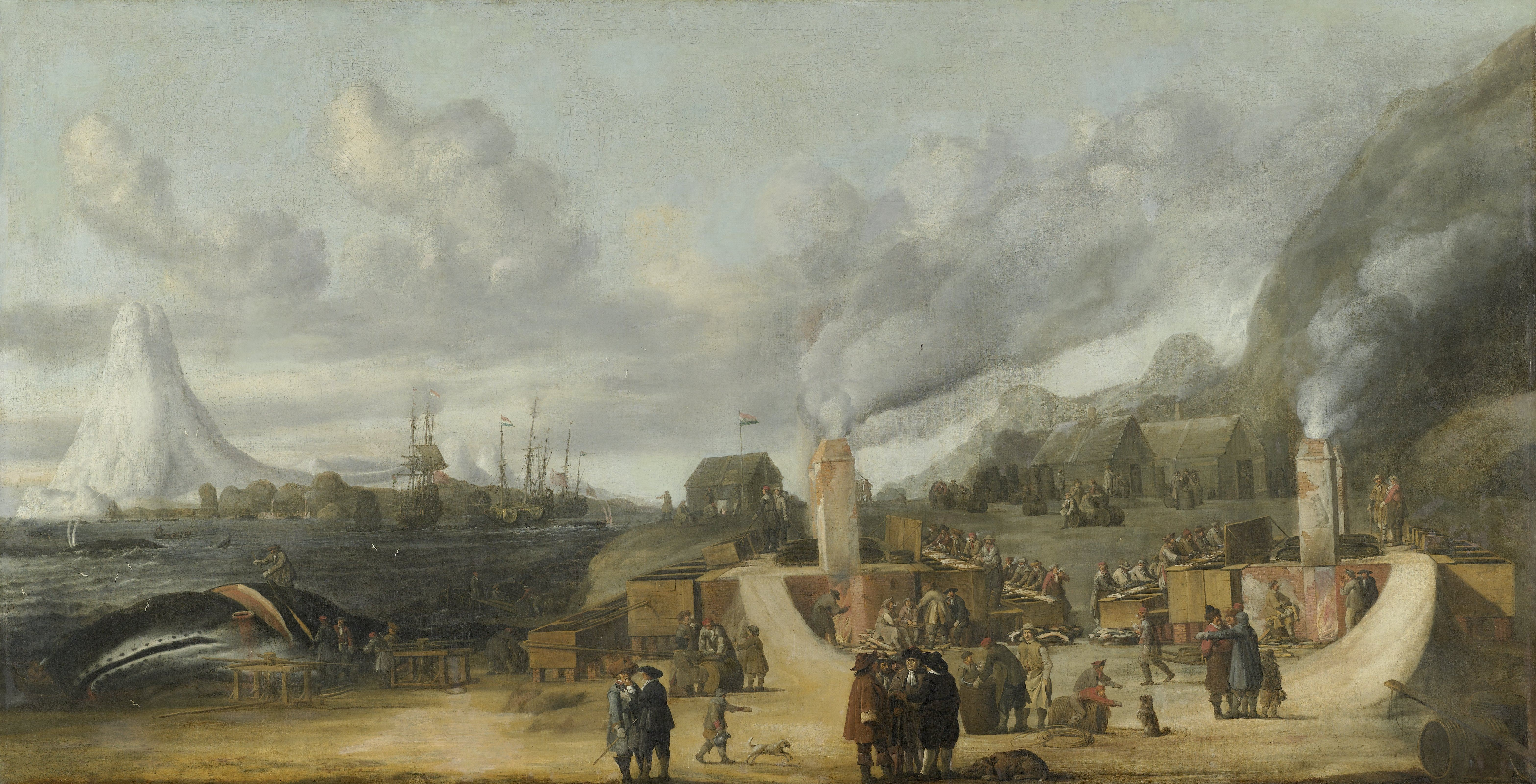
《斯梅伦堡村附近的鲸油工厂》，1639年，阿姆斯特丹国家博物馆藏。

在代尔夫特，科内利斯成为一名成功的画家，为那里的解剖学公会画了一幅著名的群像；还为阿姆斯特丹的诺德斯公司（阿姆斯特丹荷兰东印度公司的北部分支机构）绘制了一幅著名的画。这幅不寻常的画基于A.B.R. Speeck于1634年的画作改编，描绘斯匹次卑尔根岛的一座工厂。他在这幅画中加入了各种北极的细节，尽管他从未去过比丹麦以北。